# Bernissart
Bernissart je belgickou obcí ležící ve valonské provincii Henegavsko.

## Důl s prehistorickými nálezy
Roku 1878 zde paleontologové nalezli v uhelném dole 322 metrů pod zemí pozůstatky desítek koster dinosaurů rodu Iguanodon (druh I. bernissartensis). Tento nález byl považován za první důkaz, že někteří dinosauři mohli žít ve stádech. Díky zachovalosti a úplnosti zkamenělých koster dospěli paleontologové také k názoru, že se tito velcí tvorové o délce až kolem 10 metrů mohli pohybovat po dvou. Jejich rekonstrukce paleontologem Louisem Dollem ustanovila standard, podle něhož byli pak vnímáni po více než století. Kostry jsou nyní vystaveny v Muzeu přírodních věd Královského belgického institutu přírodních věd v Bruselu a patří k nejvýznamnějším exponátům stálé expozice.